# Moczydło (powiat radomski)
Moczydło – osada w Polsce, położona w województwie mazowieckim, w powiecie radomskim, w gminie Jedlińsk.
Do 2024 r. miejscowość była przysiółkiem wsi Janki. W latach 1975–1998 administracyjnie należała do województwa radomskiego.
Nazwa Moczydło pochodzi „od stawu lub sztucznie wykopanego dołu z wodą, służącego do namaczania łodyg konopi” (Piątkowski, 2012).
Wierni kościoła rzymskokatolickiego należą do parafii  Świętych Apostołów Piotra i Andrzeja w Jedlińsku.